# 2015年果敢军事冲突
2015年果敢军事冲突于2015年2月发生在缅甸掸邦北部的果敢自治区，缅甸政府军与缅甸民族民主同盟军之间发生数场争斗。

## 背景
缅甸民族民主同盟军（MNDAA）部分前身是缅甸共产党，成为1989年党解散后，十几个派系中第一个与当时军政府签署双边停火协议的派系。果敢和同盟军在彭家声的带领下，1989-2009年(20年)与政府的停火。
2009年这种和平发生了变动，同盟军在压力下转变为受缅甸政府军控制的准军事组织“边防军”。同盟军抵制这一举措，并让军队的敌对行动增加，据缅军称同盟军跟毒品交易有联系。2009年果敢事件发生后，彭家声被竞争对手逐出组织，军队对其的逃离发出逮捕令。
2014年12月，彭家声接受中国官方媒体采访时表示，同盟军正试图收复一些2009年失去的地盘，并表示自己不搞分裂，只是追求果敢族在缅甸的合法地位（“果敢族”即汉族）。并且要求缅甸政府遵守彬龙协议，退出果敢地区，重新实现果敢的高度自治。彭家声、彭德仁父子近几年也一直在向全球的华人写信，不断向他们诉诸自己的民族大义和政治诉求，并通过互联网公之于众，以取得广大海外同胞的支持。。

## 军事冲突
在经过停火后六年相对平和的时光后，第一场冲突于2015年2月9日爆发在靠近中缅边境的掸邦果敢自治区的首府老街地区。缅甸民族民主同盟军想通过军事行动收复果敢地区。2月9日至12日，政府军与果敢民族民主同盟军在果敢地区发生13次战斗，政府军出动战机。政府军47人死亡，73人受伤。果敢民族民主同盟军28人死亡。政府军缴获了一批武器弹药。缅甸总统吴登盛17日签署总统令，从17日起在果敢实施紧急状态90天，军管一切权力。缅甸国防军总司令敏昂莱大将根据总统授权任命下属军官，负责军管。
2月13日下午，果敢地区周边的甘蔗地燃起大火，当地民众怀疑是缅甸政府军和自治区首脑白所成为了寻找躲藏的同盟军而作出的。同时，老街城内发生枪杀事件，至少两名平民在双凤塔附近的街面被缅军当众枪杀。死者朋友表示，缅政府军喝令他们停车，由于没有反应就开枪把他们打死。
缅甸空军不断轰炸果敢同盟军，3月8日，流弹落入中国境内，一处民房受损。12日缅甸一军机在中国境内投下两枚炸弹，后坠毁，残骸于13日下午4时左右在薄刀山被中国民众发现。13日16时30分左右，缅军空军第四次侵入中国境内，第三次对中国境内投弹。造成云南省临沧市耿马傣族佤族自治县孟定镇河外大水桑树正在砍甘蔗的中国平民5死8伤。

## 难民
冲突迫使4万到5万果敢平民和散兵寻求到中方边境避难，另有4500人逃进掸邦腊戍。有消息指，缅甸政府军一个旅一度追击到中国境内五公里，突袭难民营。数百手无寸铁的果敢军散兵被当场击毙，现场维持秩序的武警大队亦被袭伤亡数十人，抛弃营地溃逃，多名未及撤离的武警女兵被俘。随后中国军队大规模出动弹压。台湾《苹果日报》引述新浪微博消息，政府军捉捕华人，屠杀了其中100多人，並向军队灌输「防止中国入侵」的观念，对当地华人及店铺烧杀抢掠，实际状况不明。

## 外交援助
缅甸新闻部长叶图呼吁中国政府制裁任何可能在他们国家边境援助组织的地方官员。然而，中国政府表示没有给缅甸民族民主同盟军提供军事援助。德昂民族解放军发言人亦否认缅甸政府的说法。

## 舆论
- 彭家声在互联网上称大缅甸主义者欺压汉人，大肆镇压果敢首府老街地区的华人，缅甸国防军的行动是配合美国的战略利益。缅甸其他少数民族武装称这场战争是美国暗中反对中国的图谋。克钦独立军指挥官甘双（Gam Shawng）接受《环球时报》访问时认为，战争与美国国防部高官在克钦邦首府密支那与缅甸政府军高官密会同时，绝非偶然。以上言论在中国网路引起相当迴响。缅甸政府利用互联网称彭家声为企图分裂国土的叛徒，美国官员在密支那与缅方进行的是例行的第二轮人权对话。中国政府方面普遍认为，中方不可能为了彭家声的个人野心而牺牲更大的利益[17]。
- 缅甸则渲染同盟军内有中国雇佣军和中国一些地方官员支持，使得在社交媒體尤其是Facebook上，緬甸政府軍的支持者開始增加，不少人都將自己的頭像改為緬甸政府軍的標誌以示支持。曾经的政治犯喜劇演員札哈納向路透社表示：“這是緬甸政府軍的責任，人人都說這是我們的國家，我也同意。” 總部在華盛頓的斯廷森中心分析師Yun Sun說：“在果敢的事情上，緬甸政府軍被認為扮演了緬甸國家主權和民族團結的守衛者的角色。”“這個角色在其他衝突中不完全鮮明[18]。”

## 外部連結
- 情系果敢（果敢同盟军官网）
- 正义果敢（果敢同盟军官方博客）（页面存档备份，存于）
- Thousands of Myanmar refugees flee violence to China（页面存档备份，存于）

23°41′30″N 98°45′45″E / 23.69167°N 98.76250°E